# 独立戦争
独立戦争（どくりつせんそう、Wars of Independence, Wars of National Liberation, National Liberation Revolutions）とは、国家の支配下にある地域が独立を目的として起こす戦争のことである。
独立戦争は、独立要求運動が武力闘争から戦争に発展したものであり、その点で既存の政権の奪取を目的とするクーデターや、同一の主権国家の連続として政治体制の変革を目的とする革命とは異なる。

## 概要
国家の支配する領土において、特定の地域の住民がその国家からの自治権獲得やその拡大を超えて、国家からの分離・独立を要求する運動を起こす場合、その動機には様々な要素が考えられる。
複数民族国家における民族、宗教、文化の違いから独立を要求する場合もあれば、国内の地域間での経済格差の存在や、優良資源に恵まれた地域が独立を目指すなど、経済的な要因から独立を要求する場合、さらに本国（中央政府や植民地宗主国など）の圧政を理由として独立運動が起きる場合もある。一般に独立運動は、ナショナリズムの高揚とともに、これらの要因のうちの複数が絡まり合いながら進行する。
独立運動の最初期は合法手段による独立達成を目指す。運動体結成、支持者獲得とその拡大、デモなどの大衆動員がそれにあたる。しかし、国家と独立運動団体の利害調整ができず、合法手段による独立運動が困難である場合、非合法手段に移り、さらには武力闘争による独立達成を目指すことになる。
歴史上、独立戦争に敗れた独立運動は数知れない。なぜならば、独立運動側に武力闘争への支持者が少なく、抵抗運動を継続する武装勢力が少数である場合、国家および一般市民からはテロリストやゲリラとしか認識されず、武力闘争が失敗した場合に政府はこれを「内乱」、あるいは「テロリズム」として法的に処理する。
独立運動団体が戦争を遂行、継続するためには、運動団体の組織化、武器の安定的調達などの必要があり、それ以外にも、植民地宗主国（本国）との距離の遠近という地理的要因、国内外の世論の支持といった環境的要因などが必要である。
独立戦争は最終的に交戦相手である国家との交渉による独立の承認、諸外国による独立国の承認によって終結する。

## 独立戦争一覧
| 年号           | 名称                         | 支配側                                                     | 独立を試みた国・地域                 | 結果                                                                             |
| -------------- | ---------------------------- | ---------------------------------------------------------- | ------------------------------------ | -------------------------------------------------------------------------------- |
| 1185年～1204年 | アセンとペタルの蜂起         | 東ローマ帝国                                               | 第二次ブルガリア帝国                 | 独立                                                                             |
| 1296年～1357年 | スコットランド独立戦争       | イングランド王国                                           | スコットランド王国                   | 独立                                                                             |
| 1521年～1523年 | スウェーデン解放戦争         | カルマル同盟                                               | スウェーデン王国                     | 独立                                                                             |
| 1566年～1648年 | 八十年戦争                   | スペイン帝国                                               | ネーデルラント連邦共和国             | 独立                                                                             |
| 1640年～1668年 | ポルトガル王政復古戦争       | スペイン帝国                                               | ポルトガル王国                       | 独立                                                                             |
| 1703年～1711年 | ラーコーツィの独立戦争       | ハプスブルク君主国                                         | ハンガリー王国                       | 鎮圧されたが、自国法は守れた                                                     |
| 1729年～1769年 | コルシカ独立戦争             | ジェノヴァ共和国                                           | コルシカ島                           | フランスに併合                                                                   |
| 1775年～1783年 | アメリカ独立戦争             | 大英帝国                                                   | アメリカ合衆国                       | 独立                                                                             |
| 1791年～1804年 | ハイチ革命                   | フランス第一共和政                                         | ハイチ                               | 独立                                                                             |
| 1804年～1813年 | 第一次セルビア蜂起           | オスマン帝国                                               | セルビア                             | 鎮圧                                                                             |
| 1808年～1814年 | スペイン独立戦争             | フランス第一帝政                                           | スペイン帝国                         | 独立                                                                             |
| 1809年～1825年 | ボリビア独立戦争             | スペイン帝国                                               | ボリビア                             | 独立                                                                             |
| 1810年～1816年 | 愚かな祖国独立戦争           | スペイン帝国                                               | 愚かな祖国                           | 鎮圧                                                                             |
| 1810年～1818年 | アルゼンチン独立戦争         | スペイン帝国                                               | リオ・デ・ラ・プラタ連合州           | 独立                                                                             |
| 1810年～1819年 | ボヤカの戦い                 | スペイン帝国                                               | グラン・コロンビア                   | 独立                                                                             |
| 1810年～1821年 | メキシコ独立革命             | スペイン帝国                                               | メキシコ帝国                         | 独立                                                                             |
| 1810年～1823年 | ベネズエラ独立戦争           | スペイン帝国                                               | ベネズエラ                           | 独立                                                                             |
| 1810年～1826年 | チリ独立戦争                 | スペイン帝国                                               | チリ                                 | 独立                                                                             |
| 1811年～1824年 | ペルー独立戦争               | スペイン帝国                                               | ペルー                               | 独立                                                                             |
| 1815年～1817年 | 第二次セルビア蜂起           | オスマン帝国                                               | セルビア                             | 自治権の獲得                                                                     |
| 1820年～1830年 | エクアドル独立戦争           | グラン・コロンビア                                         | エクアドル                           | 独立                                                                             |
| 1821年～1831年 | ギリシャ独立戦争             | オスマン帝国                                               | ギリシャ第一共和政                   | 独立                                                                             |
| 1822年～1823年 | ブラジル独立戦争             | ポルトガル・ブラジル及びアルガルヴェ連合王国               | ブラジル帝国                         | 独立                                                                             |
| 1825年～1828年 | シスプラティーナ戦争         | ブラジル帝国                                               | ウルグアイ                           | 独立                                                                             |
| 1830年～1839年 | ベルギー独立革命             | ネーデルラント連合王国                                     | ベルギー                             | 独立                                                                             |
| 1835年～1836年 | テキサス革命                 | メキシコ                                                   | テキサス共和国                       | 独立                                                                             |
| 1843年～1849年 | ドミニカ独立戦争             | ハイチ                                                     | ドミニカ共和国                       | 独立                                                                             |
| 1848年         | 1848年革命                   | ヨーロッパ                                                 |                                      | ウィーン体制の崩壊                                                               |
| 1848年～1849年 | 第一次イタリア独立戦争       | オーストリア帝国                                           | ×                                    | サルデーニャ王国が敗北し、イタリアの統一はならず                                 |
| 1857年～1859年 | 第一次インド独立戦争         | イギリス東インド会社                                       | ×                                    | ムガル帝国が崩壊し、イギリス領インド帝国が成立                                   |
| 1859年         | 第二次イタリア独立戦争       | オーストリア帝国                                           | ×                                    | イタリア統一に近付く                                                             |
| 1861年～1865年 | 南北戦争                     | アメリカ合衆国                                             | アメリカ連合国                       | 鎮圧                                                                             |
| 1863年～1865年 | 1月蜂起                      | ロシア帝国                                                 | ポーランド                           | 鎮圧                                                                             |
| 1863年～1865年 | ドミニカ回復戦争             | スペイン王国                                               | ドミニカ共和国                       | 独立                                                                             |
| 1866年         | 第三次イタリア独立戦争       | オーストリア帝国                                           | イタリア王国                         | ヴェネト州を獲得                                                                 |
| 1868年～1878年 | 第一次キューバ独立戦争       | スペイン王国                                               | キューバ                             | 鎮圧                                                                             |
| 1869年～1870年 | 紅川の反乱                   | カナダ                                                     | 紅川植民地                           | 自治政府の成立                                                                   |
| 1876年         | 4月蜂起                      | オスマン帝国                                               | ブルガリア                           | 鎮圧されるが、露土戦争 (1877年-1878年)を経て独立                                 |
| 1877年～1878年 | ルーマニア独立戦争           | オスマン帝国                                               | ルーマニア                           | 独立                                                                             |
| 1879年～1880年 | キューバ小戦争               | スペイン帝国                                               | キューバ                             | 鎮圧                                                                             |
| 1895年～1898年 | 第二次キューバ独立戦争       | スペイン帝国                                               | キューバ                             | 独立は成功しスペイン帝国は崩壊したが、アメリカの保護国になる                     |
| 1896年～1898年 | フィリピン独立革命           | スペイン帝国                                               | フィリピン第一共和国                 | 独立は成功しスペイン帝国は崩壊したが、翌年の米比戦争の結果アメリカの植民地になる |
| 1912年～1913年 | バルカン戦争                 | オスマン帝国                                               | アルバニア                           | 独立                                                                             |
| 1916年～1918年 | アラブ反乱                   | オスマン帝国                                               | アラブ人                             | 独立したがイギリスとフランスによる分割の為アラブ統一国家はならず                 |
| 1917年～1921年 | ウクライナ独立戦争           | ソビエト連邦                                               | ウクライナ                           | ウクライナ人民共和国が崩壊しウクライナ・ソビエト社会主義共和国が成立             |
| 1918年～1920年 | エストニア独立戦争           | ソビエト連邦                                               | エストニア                           | 独立                                                                             |
| 1918年～1920年 | ラトビア独立戦争             | ソビエト連邦                                               | ラトビア                             | 独立                                                                             |
| 1918年～1920年 | リトアニア独立戦争           | ソビエト連邦・ポーランド                                   | リトアニア                           | 独立                                                                             |
| 1919年～1921年 | アイルランド独立戦争         | グレートブリテン及びアイルランド連合王国                   | アイルランド自由国                   | 独立したが、北アイルランドはイギリスに奪われた                                   |
| 1919年～1923年 | トルコ革命                   | オスマン帝国                                               | トルコ                               | 独立・オスマン帝国の崩壊                                                         |
| 1920年～1926年 | 第3次リーフ戦争              | スペイン                                                   | リーフ共和国                         | 鎮圧され、リーフ共和国は崩壊                                                     |
| 1936年～1939年 | パレスチナ独立戦争           | イギリス                                                   | パレスチナ                           | 鎮圧・ユダヤ人の侵入継続                                                         |
| 1945年～1949年 | インドネシア独立戦争         | オランダ                                                   | インドネシア                         | 独立                                                                             |
| 1946年～1954年 | 第一次インドシナ戦争         | フランス                                                   | ベトナム民主共和国                   | 独立                                                                             |
| 1948年～1949年 | 第一次中東戦争               | アラブ諸国                                                 | イスラエル                           | 独立                                                                             |
| 1952年～1960年 | マウマウ団の乱               | イギリス                                                   | ケニア                               | 独立                                                                             |
| 1954年～1962年 | アルジェリア戦争             | フランス                                                   | アルジェリア                         | 独立                                                                             |
| 1955年～1972年 | 第一次スーダン内戦           | スーダン                                                   | 南スーダン                           | 制限付き自治権の獲得                                                             |
| 1961年～1991年 | エリトリア独立戦争           | エチオピア                                                 | エリトリア                           | 独立                                                                             |
| 1961年～1974年 | アンゴラ独立戦争             | ポルトガル第二共和政                                       | アンゴラ                             | 独立                                                                             |
| 1963年～1974年 | ギニアビサウ独立戦争         | ポルトガル第二共和政                                       | ギニアビサウ                         | 独立                                                                             |
| 1964年～1974年 | モザンビーク独立戦争         | ポルトガル第二共和政                                       | モザンビーク                         | 独立                                                                             |
| 1965年～1979年 | ローデシア紛争               | ローデシアの白人政権                                       | ジンバブエの黒人国家                 | 黒人の権利拡大                                                                   |
| 1966年～1989年 | ナミビア独立戦争             | 南アフリカ                                                 | ナミビア                             | 独立                                                                             |
| 1967年～1970年 | ビアフラ戦争                 | ナイジェリア                                               | ビアフラ共和国                       | 鎮圧                                                                             |
| 1968年～1998年 | 北アイルランド紛争           | イギリス                                                   | 北アイルランド                       | ベルファスト合意によりアイルランドが北アイルランドの領有権を放棄                 |
| 1971年         | バングラデシュ独立戦争       | パキスタン                                                 | バングラデシュ                       | 独立                                                                             |
| 1980年～2014年 | カザマンス紛争               | セネガル                                                   | カザマンス                           | カザマンスによる一方的停戦                                                       |
| 1983年～2005年 | 第二次スーダン内戦           | スーダン                                                   | 南スーダン                           | 独立を問う住民投票の計画を伴う南部の自治                                         |
| 1983年～2009年 | スリランカ内戦               | スリランカ                                                 | タミル・イーラム解放のトラ           | 鎮圧                                                                             |
| 1991年         | 十日間戦争                   | ユーゴスラビア社会主義連邦共和国                           | スロベニア                           | 独立                                                                             |
| 1991年～1995年 | クロアチア紛争               | ユーゴスラビア社会主義連邦共和国・ユーゴスラビア連邦共和国 | クロアチア                           | 独立                                                                             |
| 1992年～1995年 | ボスニア・ヘルツェゴビナ紛争 | ユーゴスラビア社会主義連邦共和国・ユーゴスラビア連邦共和国 | ボスニア・ヘルツェゴビナ             | 独立                                                                             |
| 1994年～1996年 | 第一次チェチェン紛争         | ロシア                                                     | チェチェン・イチケリア共和国         | ロシア軍の撤退・休戦条約発効                                                     |
| 1996年～1999年 | コソボ戦争                   | ユーゴスラビア連邦共和国                                   | コソボ                               | ユーゴスラビア軍の撤退、国連の監視下に入る                                       |
| 1999年～2009年 | 第二次チェチェン紛争         | ロシア                                                     | チェチェン・イチケリア共和国         | 鎮圧                                                                             |
| 2008年         | 南オセチア紛争               | ジョージア                                                 | アブハジア共和国及び南オセチア共和国 | 事実上独立                                                                       |
| 2012年～       | マリ北部紛争                 | マリ共和国                                                 | アザワド                             | 継続中                                                                           |